# Seeschlacht bei Augusta
Solebay – Erste Schooneveld – Zweite Schooneveld – Maastricht – Texel – Bonn – Sinsheim – Seneffe – Enzheim – Türkheim – Erste Stromboli - Sasbach – Konzer Brücke – Zweite Stromboli – Augusta – Palermo – Philippsburg – Maastricht – Valenciennes – Tobago – Cassel – Kokersberg –  Freiburg – Ypern – Rheinfelden – Saint-Denis
In der Seeschlacht bei Augusta während des Holländischen Krieges traf am 22. April 1676 eine vereinigte Flotte der Vereinigten Provinzen der Niederlande und Spaniens im Mittelmeer vor der Küste Siziliens nahe Syrakus auf eine Flotte des Königreichs Frankreich.

## Die Schlacht
Nach der Seeschlacht bei Stromboli trafen die beiden Flotten erneut aufeinander. Die französische Flotte unter Abraham Duquesne umfasste 29 Linienschiffe mit insgesamt 2200 Kanonen. Die niederländisch-spanische Flotte unter Michiel de Ruyter bestand aus 17 Linienschiffen, darunter vier spanische, und neun Fregatten, darunter fünf spanische.
Die Vorhut der Verbündeten griff die Franzosen sofort an und schoss einige Schiffe kampfunfähig. Da sich die Spanier im Zentrum jedoch zurückhielten, konnten die Franzosen die Niederländer in Bedrängnis bringen. Nur das beherzte Eingreifen der niederländischen Nachhut unter Jan den Haen konnte die Vorhut retten.
Die Schlacht endete mit einem strategischen Vorteil für die Franzosen. Der niederländische Befehlshaber Michiel de Ruyter wurde in dieser Schlacht schwer verletzt und starb nach einigen Tagen; damit verloren die Niederländer ihren wichtigsten Flottenkommandeur.
Beide Flotten trafen in der Seeschlacht vor Palermo erneut aufeinander.